# HD 16028
HD 16028 är en ensam stjärna belägen i den mellersta delen av stjärnbilden Andromeda. Den har en skenbar magnitud av ca 5,71 och är svagt synlig för blotta ögat där ljusföroreningar ej förekommer. Baserat på parallax enligt Gaia Data Release 2 på ca 4,4 mas, beräknas den befinna sig på ett avstånd på ca 730 ljusår (ca 225 parsek) från solen. Den rör sig närmare solen med en heliocentrisk radialhastighet på ca -5 km/s.

## Egenskaper
HD 16028 är en orange till gul jättestjärna av spektralklass K3 III. Den har ca 300 gånger solens utstrålning av energi från dess fotosfär vid en genomsnittlig effektiv temperatur av ca 4 400 K.
Kataloger över dubbelstjärnor listar två stjärnor som optiska följeslagare till HD 16028. En har en magnitud på 10,9 och är separerad med 16,9 bågsekunder. Den har föreslagits vara relaterad till HD 16028, men parallax mätt av Gaia ger ett mycket större avstånd för denna stjärna jämfört med HD 16028. Den andra är ännu svagare och är separerad 45 bågsekunder från HD 16028.